# Sistema di Eulero
In matematica, un sistema di Eulero è un dispositivo tecnico della teoria dei moduli di Galois, utilizzato per la prima volta intorno al 1990 da Victor Kolyvagin nel suo lavoro sui punti di Heegner sulle curve ellittiche modulari. 
 
Questa nozione successivamente è stata oggetto di assiomatizzazione, in particolare per opera di Barry Mazur e Karl Rubin.
L'utilizzo dei sistemi di Eulero trova una motivazione nel fatto che si ha ragione di credere che essi derivino essenzialmente dalla coomologia dei gruppi e abbiano la capacità di 'controllare' o limitare i gruppi di Selmer, in svariati contesti.
Secondo idee generalmente accettate, tale controllo è una caratteristica delle funzioni L attraverso valori che assumono in punti particolari.
Pregio dei sistemi di Eulero è quello di poter funzionare come analoghi del termine intermedio di un sillogismo categorico, collocandosi fra la conoscenza delle L-funzioni che sembrano svolgere un ruolo profondo e i gruppi di Selmer che costituiscono l'oggetto di studio diretto nella geometria diofantea.

La teoria dei sistemi di Eulero è tuttora in corso di sviluppo; essenzialmente si pensa che si applichi alle estensioni abeliane, organizzate in torri infinite e ai loro gruppi di Galois profiniti.
Si suppone che il concetto di sistema di Eulero nasconda una idea di sistema coerente di classi di coomologia in una delle suddette torri, rispetto ad alcune applicazioni che comportano cambiamenti di livello del tipo generale delle norme di campo in presenza di un principio locale-globale. L'idea di sistema di Eulero ha costituito una componente inizialmente celebrata ma poi abortita della dimostrazione dell'ultimo teorema di Fermat da parte di  Andrew Wiles.
L'uso di un sistema di Eulero ha caratterizzato l'approccio iniziale, ma non è riuscito a mantenere le sue promesse.